# Liste der Abgeordneten zum Kärntner Landtag (2. Wahlperiode)
Diese Liste der Abgeordneten zum Kärntner Landtag (2. Wahlperiode) listet alle Abgeordneten zum Kärntner Landtag in der 2. Wahlperiode auf. Die erste Sitzung der 2. Wahlperiode wurde am 18. Februar 1867 durchgeführt, die letzte Sitzung fand am 28. Oktober 1869 statt.

## Sessionen
Die 2. Wahlperiode umfasste drei Session, die sich über die Jahre 1867 bis 1869 erstreckten.
- I. Session: 18. Februar 1867 bis 23. Februar 1867 (4. Sitzungen)
- II. Session: 22. August 1868 bis 7. Oktober 1868 (27. Sitzungen)
- III. Session: 9. September bis 28. Oktober 1869

## Landtagsabgeordnete
| Name                    | Wahlkreis                                                                       | Anmerkungen                                                         |
| ----------------------- | ------------------------------------------------------------------------------- | ------------------------------------------------------------------- |
| Bauer Karl              | Städte und Märkte (Hermagor, Tarvis, Malborgeth, Bleiberg-Kreuth)               |                                                                     |
| Burger Johann           | Grundbesitz                                                                     |                                                                     |
| Canaval Leodegar        | Handels- und Gewerbekammer                                                      |                                                                     |
| Christalnigg Alfred von | Grundbesitz                                                                     | am 9. September 1869 für Karl von Stockert angelobt                 |
| Cnobloch Karl von       | Grundbesitz                                                                     |                                                                     |
| Ebner Alexander         | Städte und Märkte (Spittal, Gmünd, Ovbervellach, Oberdrauburg)                  |                                                                     |
| Edlmann Ernst von       | Grundbesitz                                                                     |                                                                     |
| Erlacher Albrecht       | Landgemeinden (St. Veit, Friesach, Gurk, Althofen, Eberstein)                   | Mandatsniederlegung mit Schreiben vom 25. August 1869               |
| Erwein Josef            | Städte und Märkte (St. Veit, Feldkirchen)                                       |                                                                     |
| Fröschl Anton           | Landgemeinden (Hermagor, Tarvis, Arnoldstein, Kötschach)                        |                                                                     |
| Gironcoli Alois         | Landgemeinden (St. Veit, Friesach, Gurk, Althofen, Eberstein)                   |                                                                     |
| Goëss Anton von         |                                                                                 | Präsident, LH                                                       |
| Götz Josef              | Landgemeinden (Villach, Paternion, Rosegg)                                      |                                                                     |
| Grebmer Johann von      | Landgemeinden (Spittal, Millstatt, Gmünd, Greifenburg, Obervellach, Winklern)   |                                                                     |
| Helbling Alex           | Städte und Märkte (Völkermarkt, Bleiburg, Kappl)                                | am 9. September 1869 für Josef Novak angelobt                       |
| Herbert Franz Paul von  | Städte und Märkte (Wolfsberg, St. Leonhard, St. Andrä, St. Paul, Unterdrauburg) |                                                                     |
| Hillinger Karl          | Städte und Märkte (Friesach, Straßburg und Althofen)                            |                                                                     |
| Hock Gustav             | Landgemeinden (Klagenfurt, Feldkirchen und Ferlach)                             | am 22. August 1868 für Gustav von Rosthorn angelobt                 |
| Holenia Franz           | Landgemeinden (Villach, Paternion, Rosegg)                                      |                                                                     |
| Hueber Josef von        | Grundbesitz                                                                     |                                                                     |
| Jessernig Gabriel von   | Handels- und Gewerbekammer                                                      |                                                                     |
| Lax Josef               | Landgemeinden (Spittal, Millstatt, Gmünd, Greifenburg, Obervellach, Winklern)   |                                                                     |
| Leitgeb Hubert          | Landgemeinden (St. Veit, Friesach, Gurk, Althofen, Eberstein)                   | am 2. Oktober 1869 für Albert Erlacher angelobt                     |
| Luggin Josef            | Städte und Märkte (Villach)                                                     |                                                                     |
| Mayer Josef             | Landgemeinden (Klagenfurt, Feldkirchen und Ferlach)                             |                                                                     |
| Mertlitsch Hermann      | Landgemeinden (Völkermarkt, Eberndorf, Bleiburg, Kappel)                        |                                                                     |
| Moro Leopold            | Handels- und Gewerbekammer                                                      |                                                                     |
| Nagel Leopold           | Städte und Märkte (Klagenfurt)                                                  |                                                                     |
| Nischelwitzer Oswald    | Grundbesitz                                                                     |                                                                     |
| Novak Josef             | Städte und Märkte (Völkermarkt, Bleiburg, Kappl)                                | Mandatsniederlegung mit Schreiben vom 14. April 1869                |
| Ottitsch Josef          | Landgemeinden (Wolfsberg, St. Leonhard, St. Paul)                               |                                                                     |
| Pucher Albert           | Landgemeinden (Völkermarkt, Eberndorf, Bleiburg, Kappel)                        |                                                                     |
| Rainer Viktor von       | Grundbesitz                                                                     |                                                                     |
| Rosthorn Gustav von     | Landgemeinden (Klagenfurt, Feldkirchen und Ferlach)                             | Austritt mit Schreiben vom 18. November 1867 bekannt gegeben        |
| Stieger Johann          | Städte und Märkte (Klagenfurt)                                                  |                                                                     |
| Stockert Karl von       | Grundbesitz                                                                     | Mandatsniederlegung ion der Sitzung vom 9. September 1869 verkündet |
| Thurn Georg von         | Grundbesitz                                                                     |                                                                     |
| Tschabuschnig Adolf von | Grundbesitz                                                                     |                                                                     |
| Weindorfer Johann       | Landgemeinden (Wolfsberg, St. Leonhard, St. Paul)                               |                                                                     |
| Wernisch Ambros         | Landgemeinden (Hermagor, Tarvis, Arnoldstein, Kötschach)                        |                                                                     |
| Wiery Valentin          | Virilstimme                                                                     |                                                                     |